# 莫尼旺大道

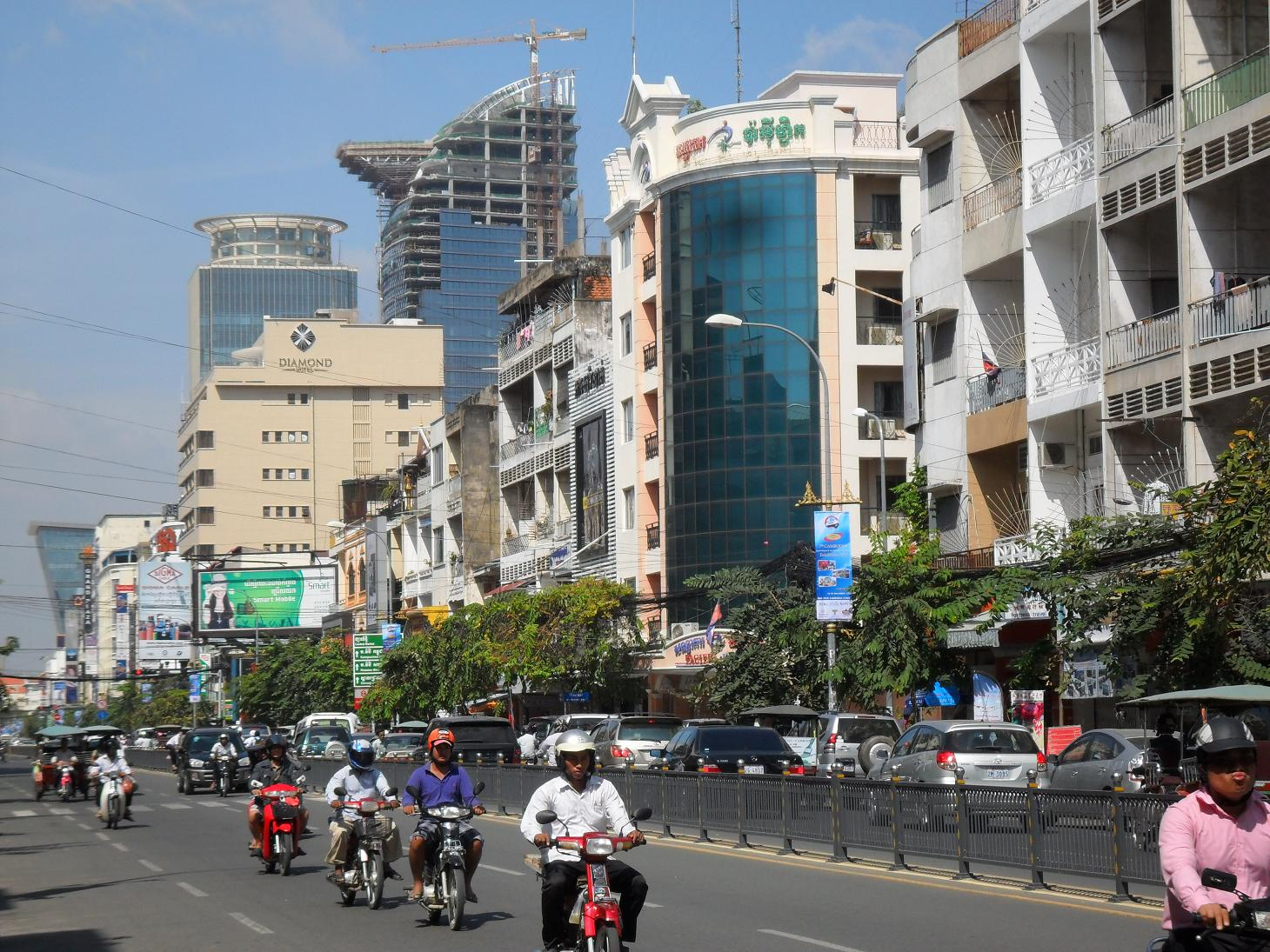
莫尼旺大道

莫尼旺大道是金边的一条重要的大道，以国王西索瓦·莫尼旺来命名。大道上的重要建筑有金边商业银行和金边酒店，南边有莫尼旺大桥横跨巴萨河。